# Barrett Martin
Barrett Martin (Olympia, 1967. április 14. –) amerikai zeneszerző, ütőhangszeres, író, latin-Grammy-díjas producer.

## Lemezek
Walking Papers
- Walking Papers – 2012

Skin Yard
- 1000 Smiling Knuckles – 1991
- Inside the Eye – 1993
- Start at the Top – 2001

Screaming Trees
- Sweet Oblivion – 1992
- Dust – 1996
- Last Words: The Final Recordings – 2011

Mad Season
- Above – 1995

The Minus 5
- The Lonesome Death of Buck McCoy – 1997
- In Rock – 2000
- Let the War Against Music Begin – 2001

Tuatara
- Breaking the Ethers – 1997
- Trading with the Enemy – 1998
- Cinemathique – 2002
- The Loading Program – 2003
- East of the Sun – 2007
- West of the Moon – 2007
- The Here And The Gone – 2009

### Barrett Martin Group
- The Painted Desert – 2004
- Earthspeaker – 2006
- Zenga – 2009
- Atlas – 2011
- Artifact – 2012
- Transcendence – 2018
- Songs of the Firebird – 2019
- Indwell – 2019

## Filmzene
- Even the Devil Gets the Blues – 2016
- Woven Songs of the Amazon – 2006
- Ausangate – 2006
- The Fog Ravens – 2003
- Lush – 1999
- The Best Men – 1999
- Deceiver – 1998

## Díjak
Grammy-díj (for his production and percussion work on the album Jardim-Pomar by Nando Reis.)